# Doropolje
Doropolje – wieś w Słowenii, w gminie Šentjur. W 2018 roku liczyła 167 mieszkańców.